# ميلارد إريكسون
ميلارد إريكسون (بالإنجليزية: Millard Erickson)‏ هو عالم عقيدة أمريكي، ولد في 24 يونيو 1932 في مقاطعة إستاني في الولايات المتحدة.